# Faeto
Faeto är en ort och kommun i provinsen Foggia i regionen Apulien i Italien. Kommunen hade −628 invånare (2017).